# Mellicta subluciflua
Mellicta subluciflua är en fjärilsart som beskrevs av Ruggero Verity 1935. Mellicta subluciflua ingår i släktet Mellicta och familjen praktfjärilar. Inga underarter finns listade i Catalogue of Life.